# Puente de Listas Independientes
El Puente de Listas Independientes (en croata: Most nezavisnih lista, también conocido simplemente como Most, puente) es un partido político croata fundado en 2012. El partido fue fundado por el exalcalde de Metković y expresidente del Parlamento, Božo Petrov.

## Historia
MOST fue fundado el 17 de noviembre de 2012 en Metković como una plataforma política regional. En 2013, la lista apareció allí en las elecciones locales y obtuvo 9 de los 17 escaños en el consejo municipal con el 46,25 por ciento de los votos. Božo Petrov participó en las elecciones a la alcaldía en la segunda vuelta contra el alcalde titular desde 1997, Stipo Gabrić Jambo, y ganó con el 67,94 por ciento. En las elecciones regionales, MOST alcanzó el 9,97 por ciento y, por lo tanto, ingresó al parlamento del condado de Dubrovnik-Neretva.
El partido se postuló a nivel nacional para las elecciones parlamentarias de 2015 en Croacia. Alcanzó 19 escaños, lo que lo hizo indispensable como socio de coalición o formador de mayorías para todas las demás fuerzas. Las conversaciones exploratorias con las dos principales alianzas electorales "Coalición Patriótica" (dirigida por la conservadora Unión Democrática Croata) y la coalición "Croacia está Creciendo" (dirigida por el Partido Socialdemócrata de Croacia) condujeron finalmente en enero de 2016 a la formación de una coalición con la HDZ bajo Tihomir Orešković. En este gobierno, el líder del partido Božo Petrov fungió como vice primer ministro y la formación también proporcionó a otros seis ministros.
En las elecciones parlamentarias anticipadas en septiembre de 2016, MOST cayó al 9.9% de los votos y 13 escaños en el Sabor. Posteriormente, Božo Petrov fue elegido Presidente del Parlamento croata y ocupó el cargo hasta mayo de 2017. El partido ha estado en oposición desde entonces. En las elecciones europeas de 2019, MOST fracasó con un 4,7% en el obstáculo de entrada para obtener escaños.

## Ideología
El partido se posiciona en la centroderecha del espectro político. Es económicamente liberal y conservador en términos de política fiscal; aboga por impuestos bajos, gasto público reducido y una deuda pública lo más baja posible. En cuestiones sociales, combina posiciones conservadoras y liberales; defiende los derechos civiles, la democracia, el secularismo y la libertad de expresión. Su actitud hacia la Unión Europea es moderadamente euroescéptica. Apoya los esfuerzos para frenar el cambio climático y rechaza el derecho al aborto.

## Resultados

### Elecciones parlamentarias
|  | 13.51 % |

|  | 9.91 % |

|  | 7.39 % |

|  | 8.02 % |